# Kaïkos (Mythologie)
Kaïkos (altgriechisch Κάικος Káikos) ist in der griechischen Mythologie und der antiken Religion die Personifikation des gleichnamigen mysischen Flusses.
Kaïkos galt als Sohn von Okeanos und Tethys. In den „Mysern“ wird ein Priester des Gottes erwähnt. Zur Zeit Hadrians wurden in Pergamon Kupfermünzen mit dem Kaiser und dem Flussgott geprägt.